# 릭 스콧
리처드 린 스콧(영어: Richard Lynn Scott, 1952년 12월 1일 ~ )은 미국의 정치인으로, 2019년부터 연방 상원의원을 맡고 있다. 상원의원을 하기 전에는 2011년부터 2019년까지 플로리다주지사를 지냈다.

## 역대 선거 결과
| 선거명      | 직책명                    | 대수  | 정당   | 득표율 | 득표수      | 결과 | 당락                     |
| ----------- | ------------------------- | ----- | ------ | ------ | ----------- | ---- | ------------------------ |
| 2010년 선거 | 플로리다 주지사           | 45대  | 공화당 | 48.87% | 2,619,335표 | 1위  | 플로리다 주지사 당선     |
| 2014년 선거 | 플로리다 주지사           | 45대  | 공화당 | 48.14% | 2,865,343표 | 1위  | 플로리다 주지사 당선     |
| 2018년 선거 | 상원의원 (플로리다 제1부) | 116대 | 공화당 | 50.06% | 4,099,505표 | 1위  | 플로리다주 상원의원 당선 |
| 2024년 선거 | 상원의원 (플로리다 제1부) | 119대 | 공화당 | 55.57% | 5,977,706표 | 1위  | 플로리다주 상원의원 당선 |